# Codex Carolinus

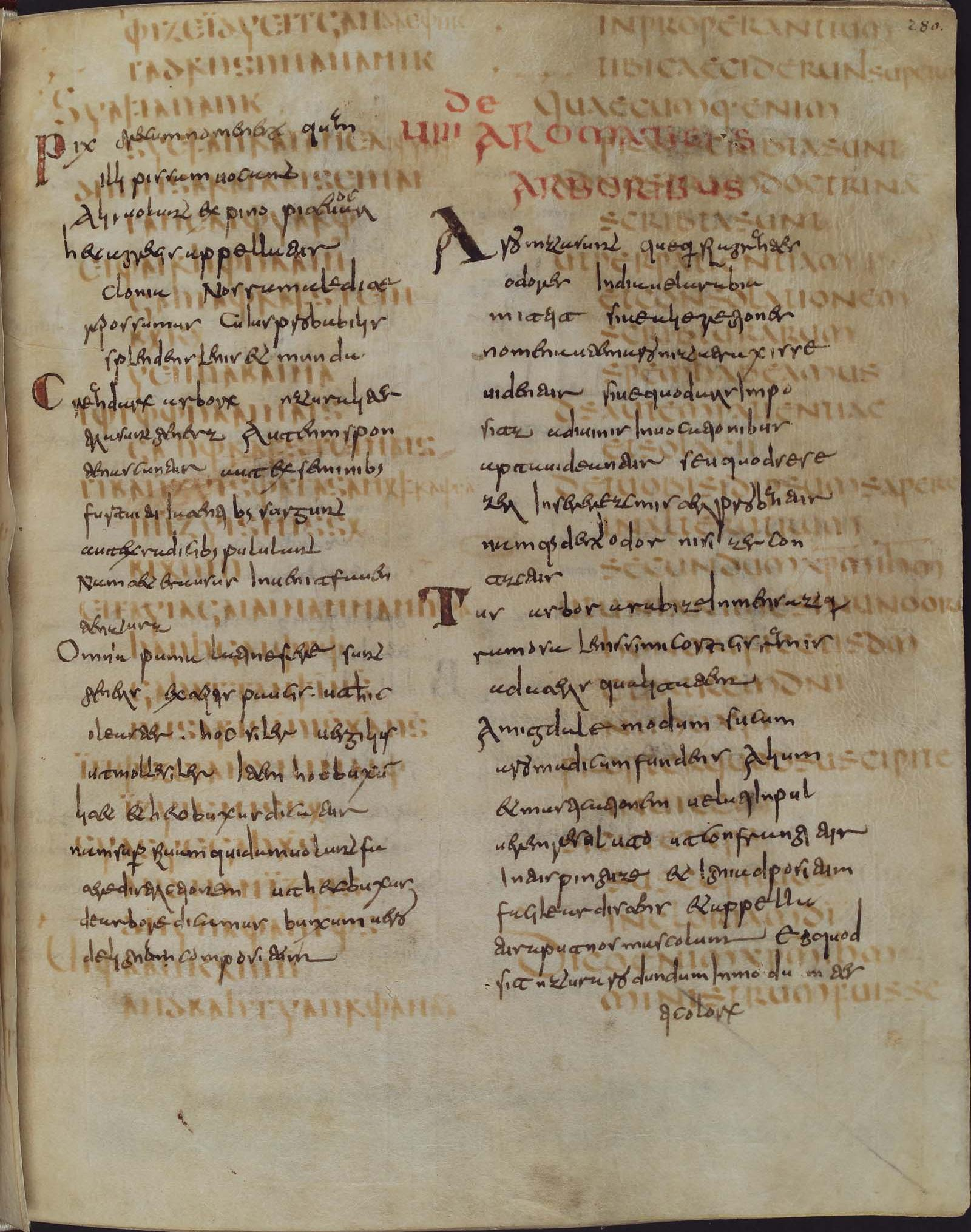
Tekst van de Romeinen 15:3-8

De Codex Carolinus is een tweetalig Gotisch-Latijns fragment van een handschrift uit de 6e of 7e eeuw van een Vetus Latina versie van het Nieuwe Testament. De Codex Carolinus bevindt zich momenteel in de Herzog August Bibliothek te Wolfenbüttel (Duitsland) met als signatuur N° 4148. Het handschriftfragment werd gebruikt bij het samenstellen van een ander handschrift de codex Guelferbytanus 64 Weissenburgensis. De originele tekst werd weggeschraapt en het perkament hergebruikt en herbeschreven, het is dus een  palimpsest.

## Beschrijving
Het handschriftfragment is een van de weinige documenten met delen van de Gotische Bijbelvertaling van Wulfila. Van de originele codex is slechts een fragment bewaard, namelijk vier folia van 265 × 215 mm en die bevatten delen van de brief van Paulus aan de Romeinen.  De tekst is geschreven in unciaal in twee kolommen van 27 lijnen, de linker kolom bevat de Gotische tekst, de rechter de Latijnse.
Inhoud: Brief aan de Romeinen 11:34-36, 12:1-5, 12:17-21, 13:1-5, 14:9-20, 15:3-13
Het volledige handschrift, de codex Guelferbytanus 64 Weissenburgensis is geschreven in het Latijn en bevat de Origines of Etymologiae van Isidorus van Sevilla en zes brieven van hem. Het gebruikte perkament kwam uit drie oudere handschriften en de onderliggende tekst van de palimpsest bevat de codex Guelferbytanus A, de codex Guelferbytanus B en de codex Carolinus. De eerste twee zijn teksten van de evangelies in het Grieks. De Codex Guelferbytanus A bevat 43 folia beschreven in 2 kolommen van 24 lijnen, de Codex Guelferbytanus B telt 15 folia beschreven in 2 kolommen van 28 lijnen.

## Geschiedenis
Op basis van paleografische kenmerken wordt het handschrift gedateerd in de 6e of de 7e eeuw. Tischendorf situeert het in de 6e eeuw. Het werd waarschijnlijk geschreven in Italië en werd bewaard in het scriptorium van Bobbio. Daarna kwam het terecht in Weissenburg in de Elzas, door de Fransen hernoemd in Wissembourg, vervolgens in Mainz en Praag. De hertog van Brunswijk kocht het manuscript in 1689.
De palimpsest werd voor het eerst bestudeerd door Franz Anton Knittel, die het handschrift ook zijn naam gaf naar de toenmalige regent van Braunschweig-Lüneburg, Karel I.

## Tekstreconstructie
Knittel bestudeerde in 1756 de Guelferbytanus 64 Weissenburgensis en hij ontdekte dat de Griekse tekst van het document behoorde tot twee verschillende manuscripten van het Nieuwe Testament, die hij sigla A en sigla B noemde. Bovendien vond en bestudeerde hij eveneens de tekst van het palimpsest, geschreven in het Gotisch en in het Latijn. Knittel publiceerde in 1758 een korte nota over zijn werk en publiceerde de volledige tekst in 1762 te Brunswick.
De tekst van Knittel was niet volledig.  Tischendorf vulde de tekst aan en publiceerde die in 1855.
Een nieuwe versie van de Gotische tekst werd gepubliceerd door Carla Falluomini in 1999.

## Voorbeelden van de reconstructie van de tekst (Brief aan de Romeinen 11:33-12:2)

### Gotische  tekst (folio 277 recto, 1 col.)

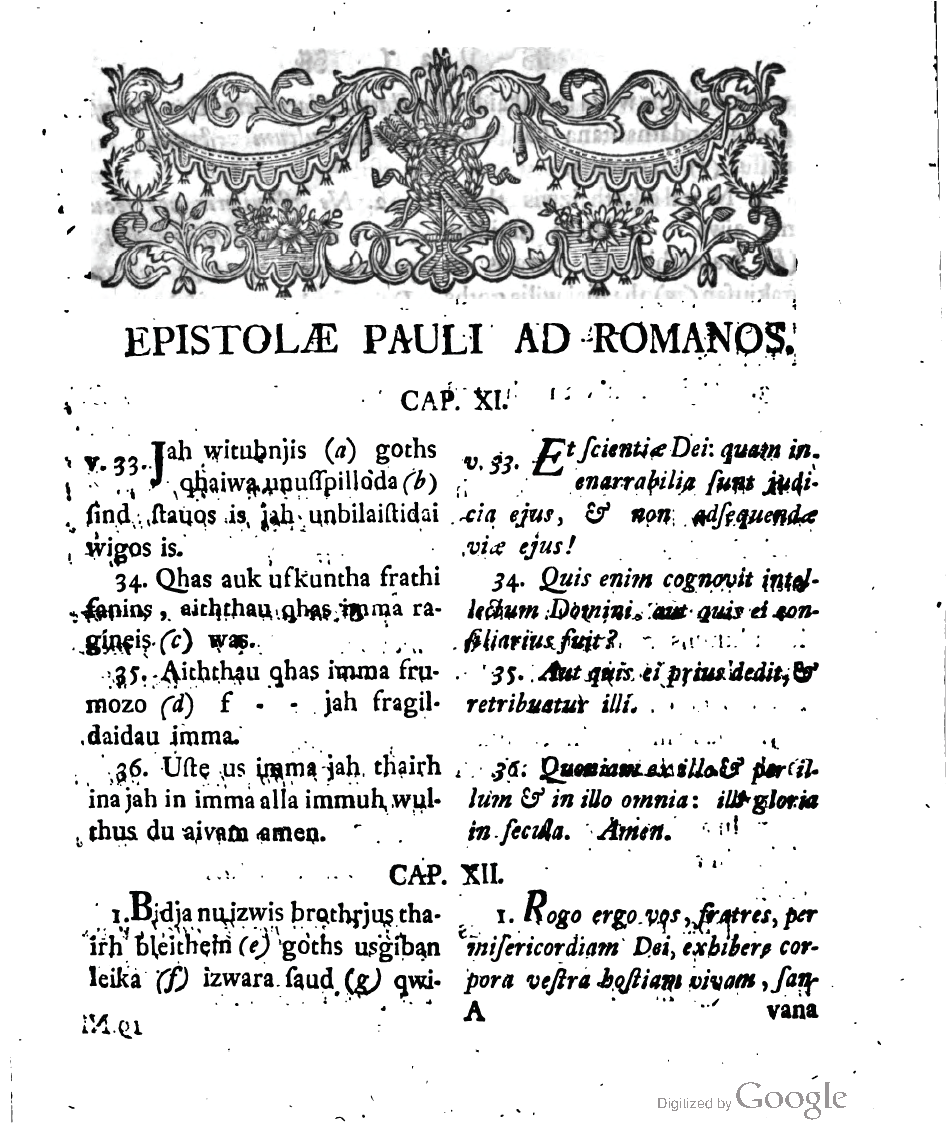
Brief aan de Romeinen 11:33-12:1 in de editie van Franz Anton Knittel

| Knittel's reconstructie Jah witubnijs goths qhaiwa unusspilloda sind stauos is jah unbilaistidai wigos is Qhas auk ufkuntha frathi fanins aiththau qhas imma raginens was Aiththau qhas imma frumozo f . . jah fragildaidau imma Uste us imma jah thairh ina jah in imma alla immuh wulthus du aivam amen Bidja nuizwis brothrjus thairh bleithein goths usgiban leika izwara saud qwiwana weihana waila galeikaidana gotha andathahtana blotinassu izwarana ni galeikoth izwis thamma aiwa | Falluomini's reconstructie Jah witubnijs g(u)þ(i)s hvaiwa unusspilloda si(n)d stauos ïs jah unbilaistidai wigos ïs Hvas auk ufkunþa [.]raþi f(rauj)ins aiþþau hvas ïmma raginens was Aiþ[.]au hvas ïmma fr[../.]a gaf jah fragildaidau ïmma uste us ïmma jah thairh ina jah ïn ïmma alla ïmmuh wulþus du aiwam amen Bi[.]ja nu ïzwis broþrjus þairth bleiþein g(u)þ(i)s usgiban leika ïzwara saud qiwana weihana waila galeikaidana g(u)þa andaþahtana blotinassu ïzwara(n)a ni galeikoþ ïzwis þamma aiwa |

### Latijnse tekst (folium 277 recto, 2 col.)

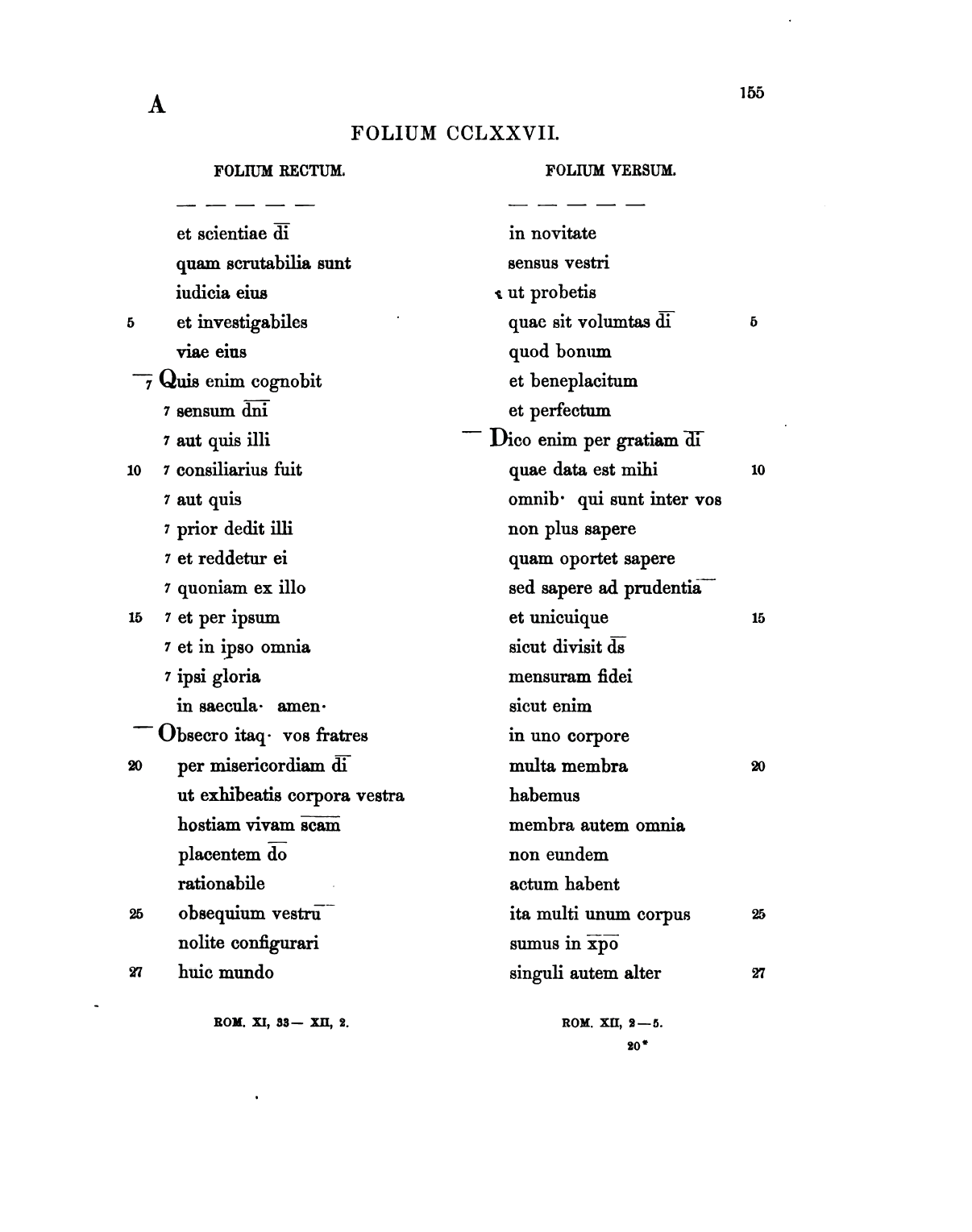
Tischendorf’s uitgave van de brief aan de Romeinen 11:33-12:5

| Knittel's reconstructie et scientiae Dei quam in enarrabilia sunt iudicia eius et non adsequaende viae eius Quis enim cognovit intellectum Domini aut quis ei consiliarus fuit aut quis ei prius dedit et retribuatur illi quoniam ex illo et per illum in illo omnia illi gloria in secula amen Rogo ergo vos fratres per misericordiam Dei exbibere corpora vestra hostiam vivam sanctam placentem Deo consideratum cultum vestrum ne assimiletis vos seculo | Tischendorf's reconstructie et scientiae di quam scrutabilia sunt iudicia eius et investigabiles viae eius Quis enim cognobit sensum dni aut quis illi consiliarus fuit aut quis prior dedit illi et reddetur ei quoniam ex illo et per ipsum et in ipso omnia ipsi gloria in secula amen Obsecro itaq vos fratres per misericordiam di ut exhibeatis corpora vestra hostiam vivam scam placentem do rationabile obsequium vestru nolite configuari huic mundo |